# Shreve, Ohio
Shreve, Ohio (енгл. Shreve) град је у америчкој савезној држави Охајо.

## Демографија
По попису из 2010. године број становника је 1.514, што је 68 (-4,3%) становника мање него 2000. године.
| Група             | 2000.         | 2010.         |
| Белци             | 1.554 (98,2%) | 1.473 (97,3%) |
| Афроамериканци    | 8 (0,5%)      | 3 (0,2%)      |
| Азијати           | 2 (0,1%)      | 5 (0,3%)      |
| Хиспаноамериканци | 6 (0,4%)      | 17 (1,1%)     |
| Укупно            | 1.582         | 1.514         |